# Єні Різе Шехір (стадіон)
«Єні Різе Шехір Стадіум» (тур. Yeni Rize Şehir Stadı) — багатофункціональний стадіон у місті Ризе, Туреччина, домашня арена ФК «Чайкур Різеспор».
Стадіон побудований протягом 2007—2009 років та відкритий 24 серпня 2016 року. Криті трибуни мають потужність 15 558 глядачів, з яких 277 місць — VIP-зона, 84 — прес-центр. Освітлення арени забезпечують чотири освітлювальні щогли. Стадіон є складовою спортивного комплексу «Різе Ататюрк», до якого також входять олімпійський басейн з параметрами 50x25 м і потужністю 1 028 осіб, спортивна зала на 3 015 місць. Поблизу стадіону розташована крита автомобільна стоянка на 243 автомобілі та відкрита на 440 автомобілів. Арена відповідає вимогам УЄФА.
У 2015 році стадіон отримав комерційну назву «Чайкур Діді Стадіум», що пов'язано з укладенням спонсорського контракту із чайною компанією «Çaykur», яка із 1990 року є незмінним титульним спонсором клубу.